# Heriades chubbi
Heriades chubbi är en biart som beskrevs av Cockerell 1916. Heriades chubbi ingår i släktet väggbin, och familjen buksamlarbin. Inga underarter finns listade i Catalogue of Life.